# HD 101782
HD 101782 eller HR 4507 är en dubbelstjärna i södra delen av stjärnbilden Kameleonten. Den har en skenbar magnitud av ca 6,33 och är mycket svagt synlig för blotta ögat där ljusföroreningar ej förekommer. Baserat på parallax enligt Gaia Data Release 3 på ca 9,2 mas, beräknas den befinna sig på ett avstånd på ca 356 ljusår (ca 109 parsek) från solen. Den rör sig bort från solen med en heliocentrisk radialhastighet på ca 12 km/s. De Mederios fann att stjärnan har en variabel radiell hastighet vilket tyder på att den kan vara en spektroskopisk dubbelstjärna. Eggen (1989) listar den som medlem i den yngre populationen i Vintergatans skiva.

## Egenskaper
HD 101782 är en röd till orange jättestjärna av spektralklass K0 III, som anger den som en utvecklad röd jätte, som för närvarande befinner sig på den horisontella jättegrenen och genererar energi genom kärnfusion av helium i dess kärna. Den har en massa som är ca 2 solmassor, en radie som är ca 10 solradier och har ca 55 gånger solens utstrålning av energi från dess fotosfär vid en effektiv temperatur av ca 4 700 K.
TYC 9507-3649-1 är en optisk följeslagare av 10:e magnituden som ligger med en separation av 25,9 bågsekunder vid en positionsvinkel av 139°. Denna följeslagare upptäcktes 1837 av astronomen John Herschel.